# Marea de la Tierra
La marea terrestre (también conocida como marea terrestre sólida, marea cortical, marea corporal, marea terrenal o marea del planeta Tierra) es el desplazamiento de la superficie terrestre sólida causado por la gravedad de la Luna y el Sol. Su componente principal tiene una amplitud de nivel de metro en períodos de aproximadamente 12 horas y más. Los principales constituyentes de las mareas corporales son semidiurnos, pero también hay aportes diurnos, semestrales y quincenales significativos. Aunque la fuerza gravitatoria que causa las mareas terrestres y oceánicas es la misma, las respuestas son bastante diferentes.

## Fuerza de subida de la marea
La mayor de las fuerzas gravitatorias periódicas proviene de la Luna, pero la del Sol también es importante. Las imágenes aquí muestran la fuerza de marea lunar cuando la Luna aparece directamente sobre 30° N (o 30° S). Este patrón permanece fijo con el área roja dirigida hacia (o directamente alejándose) de la Luna. El rojo indica un tirón hacia arriba, el azul hacia abajo. Si, por ejemplo, la Luna está directamente sobre 90° W (o 90° E), las áreas rojas se centran en el hemisferio norte occidental, en la parte superior derecha. Rojo arriba, azul abajo. Si, por ejemplo, la Luna está directamente sobre 90° W (90° E), el centro del área roja es 30° N, 90° W y 30° S, 90° E, y el centro de la banda azulada sigue el gran círculo equidistante de esos puntos. A los 30° de latitud, se produce un pico fuerte una vez por día lunar, lo que genera una fuerza diurna significativa en esa latitud. A lo largo del ecuador, dos picos (y depresiones) de igual tamaño imparten una fuerza semidiurna.

## Componentes de la marea corporal
La marea terrestre abarca todo el cuerpo de la Tierra y no se ve obstaculizada por la delgada corteza y las masas terrestres de la superficie, en escalas que hacen que la rigidez de la roca sea irrelevante. Las mareas oceánicas son una consecuencia de las fuerzas tangentes (ver: marea de equilibrio) y la resonancia de las mismas fuerzas motrices con los períodos de movimiento del agua en las cuencas oceánicas acumulados durante muchos días, por lo que su amplitud y tiempo son muy diferentes y varían en distancias cortas de apenas unos cientos de kilómetros. Los períodos de oscilación de la Tierra en su conjunto no están cerca de los períodos astronómicos, por lo que su flexión se debe a las fuerzas del momento.
Los componentes de la marea con un período cercano a las doce horas tienen una amplitud lunar (distancias del abultamiento/depresión de la Tierra) que son un poco más del doble de la altura de las amplitudes solares, como se tabula a continuación. En la luna nueva y la luna llena, el Sol y la Luna están alineados, y los máximos y mínimos de las mareas lunares y solares (protuberancias y depresiones) se suman para obtener el mayor rango de mareas en latitudes particulares. En las fases del primer y tercer cuarto de la luna, las mareas lunares y solares son perpendiculares y la amplitud de las mareas es mínima. Las mareas semidiurnas pasan por un ciclo completo (marea alta y baja) aproximadamente una vez cada 12 horas y un ciclo completo de altura máxima (marea viva y marea muerta) aproximadamente una vez cada 14 días.

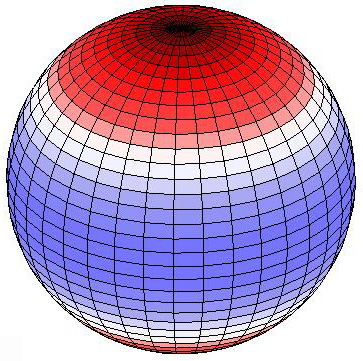
Desplazamientos verticales del movimiento zonal. Rojo arriba, azul abajo.

La marea semidiurna (una como máximo cada 12 horas aproximadamente) es principalmente lunar (sólo S2 es puramente solar) y da lugar a deformaciones sectoriales que suben y bajan al mismo tiempo a lo largo de la misma longitud. Las variaciones sectoriales de los desplazamientos verticales y este-oeste son máximas en el ecuador y desaparecen en los polos. Hay dos ciclos a lo largo de cada latitud, las protuberancias opuestas y las depresiones análogamente opuestas. La marea diurna es lunisolar, y da lugar a deformaciones tesseral. El movimiento vertical y este-oeste es máximo a 45° de latitud y es nulo en el ecuador y en los polos. La variación tesseral tiene un ciclo por latitud, un abombamiento y una depresión; las protuberancias están opuestas (antípodas), es decir, la parte occidental del hemisferio norte y la parte oriental del hemisferio sur, por ejemplo. Del mismo modo, las depresiones se oponen, en este caso la parte oriental del hemisferio norte y la parte occidental del hemisferio sur. Finalmente, las mareas quincenales y semestrales tienen deformaciones zonales (constantes a lo largo de un círculo de latitud), ya que la gravedad de la Luna o el Sol se aleja alternativamente de los hemisferios norte y sur debido a la inclinación. Hay cero desplazamiento vertical a 35°16' de latitud.
Dado que estos desplazamientos afectan la dirección vertical, las variaciones este-oeste y norte-sur a menudo se tabulan en milisegundos de arco para uso astronómico. El desplazamiento vertical se tabula con frecuencia en μgal, ya que el gradiente de gravedad depende de la ubicación, por lo que la conversión de distancia es solo de aproximadamente 3 μgal por centímetro.

### Constituyentes de las mareas
Principales constituyentes de las mareas. Las amplitudes pueden variar de las enumeradas dentro de varios por ciento.
| Semi-diurno            |             |               |               |
| Marea constituyenye    | Periodo     | Amplitud (mm) | Amplitud (mm) |
| Marea constituyenye    | Periodo     | vertical      | horiz.        |
| M2                     | 12.421 h    | 384.83        | 53.84         |
| S2 (solar semi-diurno) | 12 h        | 179.05        | 25.05         |
| N2                     | 12.658 h    | 073.69        | 10.31         |
| K2                     | 11.967 h    | 048.72        | 06.82         |
|                        |             |               |               |
| Diurno                 |             |               |               |
| Marea constituyente    | Periodo     | Amplitud (mm) | Amplitud (mm) |
| Marea constituyente    | Periodo     | vertical      | horiz.        |
| K1                     | 23.934 h    | 191.78        | 32.01         |
| O1                     | 25.819 h    | 158.11        | 22.05         |
| P1                     | 24.066 h    | 070.88        | 10.36         |
| φ1                     | 23.804 h    | 003.44        | 00.43         |
| ψ1                     | 23.869 h    | 002.72        | 00.21         |
| S1 (solar diurno)      | 24 h        | 001.65        | 00.25         |
|                        |             |               |               |
| A largo plazo          |             |               |               |
| Marea constituyente    | Periodo     | Amplitud (mm) | Amplitud (mm) |
| Marea constituyente    | Periodo     | vertical      | horiz.        |
| Mf                     | 13.661 d    | 040.36        | 05.59         |
| Mm (mes lunar)         | 27.555 d    | 021.33        | 02.96         |
| Ssa (solar semi-anual) | 0.5 años    | 018.79        | 02.60         |
| nodo lunar             | 18.613 años | 016.92        | 02.34         |
| Sa (solar anual)       | 1 año       | 002.97        | 00.41         |

## Carga de marea oceánica
En las áreas costeras, debido a que la marea del océano está bastante desfasada con respecto a la marea de la Tierra, en la marea alta del océano hay un exceso de agua por encima de lo que sería el nivel de equilibrio gravitatorio y, por lo tanto, el suelo adyacente cae en respuesta a las diferencias resultantes en peso. Con marea baja hay déficit de agua y el suelo sube. Los desplazamientos causados por la carga de las mareas oceánicas pueden exceder los desplazamientos debidos a la marea del cuerpo terrestre. Los instrumentos sensibles tierra adentro a menudo tienen que hacer correcciones similares. La carga atmosférica y los eventos de tormenta también pueden medirse, aunque las masas en movimiento tienen menos peso.

## Efectos
Los sismólogos han determinado que los eventos microsísmicos están correlacionados con las variaciones de las mareas en Asia Central (al norte del Himalaya); ver: activación de terremotos por mareas. Los vulcanólogos usan los movimientos regulares y predecibles de las mareas terrestres para calibrar y probar instrumentos sensibles de monitoreo de la deformación de los volcanes; las mareas también pueden desencadenar eventos volcánicos.
La amplitud semidiurna de las mareas terrestres puede alcanzar unos 55 cm (22 pulgadas) en el ecuador, lo cual es importante en geodesia utilizando el Sistema de Posicionamiento Global (GPS), la interferometría de línea de base muy larga y las mediciones de alcance láser satelital. Además, para realizar mediciones angulares astronómicas precisas se requiere un conocimiento preciso de la tasa de rotación de la Tierra (duración del día, precesión, además de la nutación), que está influenciada por las mareas terrestres (ver también: marea polar).
Las mareas terrestres también deben tenerse en cuenta en el caso de algunos experimentos de física de partículas. Por ejemplo, en el CERN o en el SLAC National Accelerator Laboratory, los aceleradores de partículas muy grandes se diseñaron teniendo en cuenta las mareas terrestres para su correcto funcionamiento. Entre los efectos que deben tenerse en cuenta se encuentran la deformación de la circunferencia de los aceleradores circulares y también la energía del haz de partículas.

## En otros objetos astronómicos
Las mareas corporales también existen en otros objetos astronómicos , como los planetas y las lunas. En la luna de la Tierra, las mareas corporales "varían alrededor de ±0,1 m cada mes". Desempeña un papel clave en la dinámica a largo plazo de los sistemas planetarios. Por ejemplo, es debido a las mareas del cuerpo en la Luna que se captura en la resonancia de órbita de giro 1:1 y siempre nos muestra un lado. Las mareas corporales en Mercurio hacen que quede atrapado en la resonancia de la órbita de giro 3:2 con el Sol. Por la misma razón, se cree que muchos de los exoplanetas son capturados en resonancias de órbita de espín más altas con sus estrellas anfitrionas.